# دایهاتسو میرا توکوت
دایهاتسو میرا توکوت (به ژاپنی: ダイハツ・ミラトコット) یک خودرو کی است که توسط خودروساز ژاپنی دایهاتسو ساخته شده و جانشین دایهاتسو میرا کوکا است. موتور ۶۵۸ سی‌سی آن ۵۱ اسب بخار قدرت تولید می کند. 